# پی‌یر بایلوت
پی‌یر بایلوت (زادهٔ ۱ اکتبر ۱۷۷۱ - درگذشتهٔ ۱۵ سپتامبر ۱۸۴۳)  نوازنده ویولون و آهنگساز فرانسوی است. وی به همراه پی‌یر رُد و رودلف کرویتزر از شاگردان جووانی باتیستا ویوتی در کنسروتوار پاریس بود.
وی به‌همراه جووانی باتیستا ویوتی، پی‌یر رُد و رودلف کرویتزر از سردمداران مکتب پاریس هستند.
آخرین تور کنسرتی وی در سوئیس به سال ۱۸۳۳ بود که در سال ۱۸۴۲ در پاریس درگذشت.